# 纳塔尔会议
纳塔尔会议（英語：Potenji River Conference）是1943年1月28日和29日期间美国总统富兰克林·德拉诺·罗斯福在参加完卡薩布蘭卡會議后归国路上，到访巴西并会见了时任巴西总统热图利奥·瓦加斯，其后双方举行的会议。同时罗斯福总统也视察了纳塔尔的一些向非洲和亚洲前线运送飞机和援助的军事设施。双方领袖的会谈会议是在美国海军的洪堡号上举行的，洪堡号停泊的港口位于波坦吉河畔，因而此次会议又称波坦吉河会议。

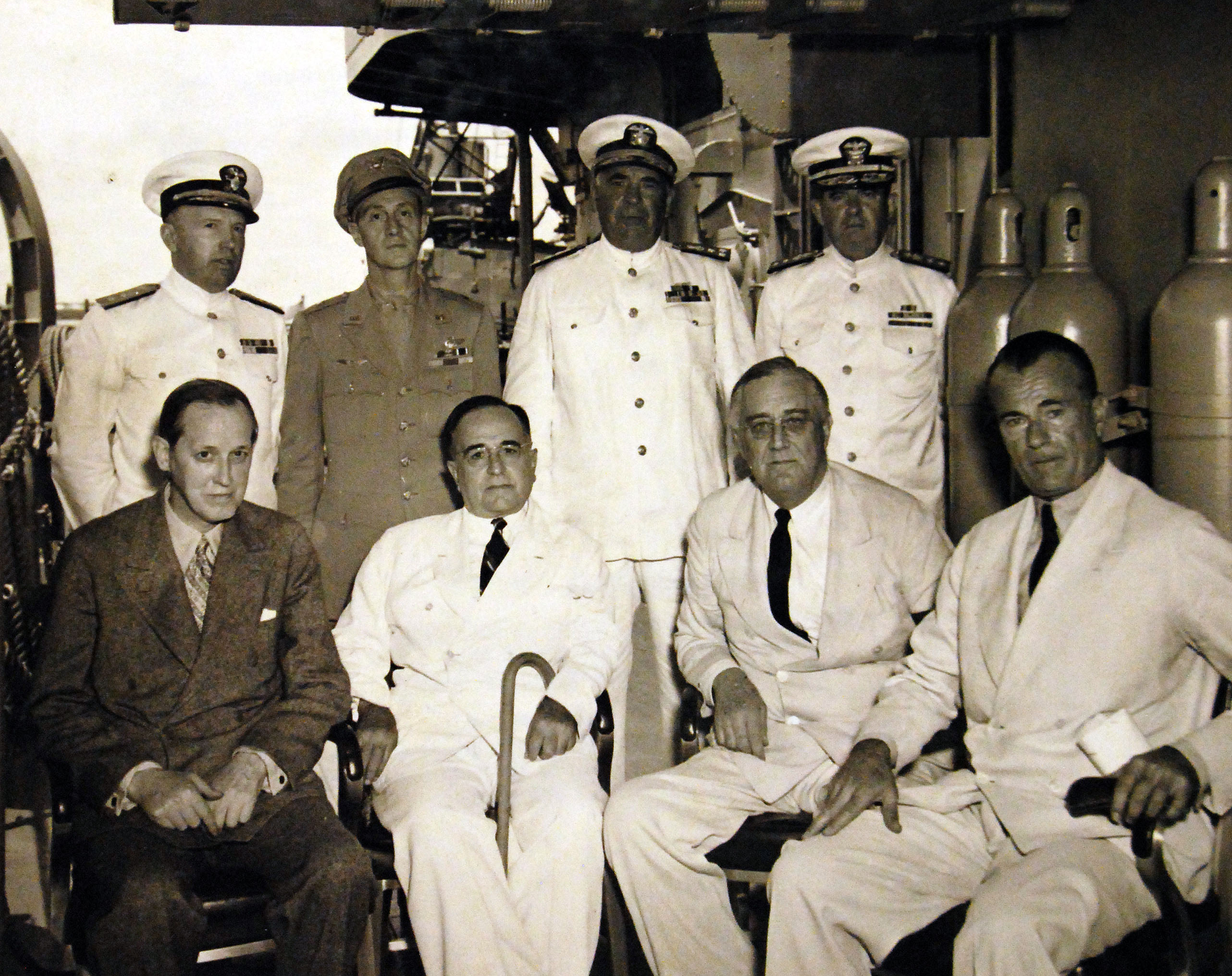
美国总统罗斯福（中右）和巴西总统热图利奥·瓦加斯（中左）于美国海军洪堡号举行会谈；英美委派委员会主席哈里·霍普金斯（左）和美国驻巴西大使杰斐逊·卡弗里（右）

## 会议
会议讨论的议题包括保护南大西洋的贸易航线和加大对亚马逊橡胶的投资以使其增产，而橡胶则是美国迫切需要的原料之一。
双方还讨论了巴西在二战之中的问题。双方参观了帕纳米林空军基地和纳塔尔港。会议结束后，巴西总统与美国总统发表了一份联合声明。此次会议最终结果为创立巴西远征军，巴西也是拉丁美洲唯一一个在二战中向外派遣军队之国家。
二战之中，阿根廷是拉丁美洲上唯一没有反对轴心国并与美国站在一起的国家。该国在整场战争保持中立直到二战结束。